# Чизлиано
Чизлиано (итал. Cisliano) — коммуна в Италии, в провинции Милан области Ломбардия.
Население составляет 3302 человека, плотность населения составляет 236 чел./км². Занимает площадь 14 км². Почтовый индекс — 20080. Телефонный код — 02.
Покровителем коммуны почитается святой Иоанн Креститель, празднование в третью седмицу июня.